# Musée d'histoire culturelle d'Oslo
Le musée d'histoire culturelle d'Oslo (officiellement, simplement « musée d'histoire culturelle » ; en norvégien : Kulturhistorisk museum, KHM) est une association de musées sous la direction de l'université d'Oslo, en Norvège. Créé en 1999 sous le nom de Universitetets kulturhistoriske museum avant de prendre son nom actuel en 2004, le musée d'histoire culturelle regroupe le Universitetets Oldsaksamling qui conserve des objets des époques antiques et médiévales, le musée des navires vikings (Vikingskipshuset) situé à Bygdøy, le musée de la monnaie (Myntkabinettet)  et le musée d'ethnographie (Etnografisk samling).
Le musée d'histoire culturelle d'Oslo est un des plus grands de Norvège dans son domaine. Il possède la plus large collection archéologique préhistorique et médiévale du pays, notamment des bateaux vikings, des objets religieux et une archive de runes. Le musée possède également une vaste collection ethnographique comprenant des objets de tous les continents, et la plus grande collection de monnaies de Norvège.